# Cycloxydim
Cycloxydim (ISO-naam) is een cyclohexenonderivaat, dat gebruikt wordt als herbicide. Het is het actieve bestanddeel van onder meer de producten Focus, Focus Plus  en Focus Ultra van BASF.

## Eigenschappen
In zuivere toestand is het een kleurloze, reukloze vaste stof. Het technisch product is een gele pasteuze stof die zeer ontvlambaar is. Cycloxydim is slecht oplosbaar in water, maar oplosbaar in de meeste organische oplosmiddelen. De zuivere stof is niet stabiel in een zuur midden.
Cycloxydim is een mengsel van twee stereo-isomeren: aan de C=N-dubbele binding kan makkelijk een E/Z-isomerisatie plaatsvinden.

## Werking
De werking van cycloxydim en andere cyclohexaandionen zoals profoxydim, alloxydim en butroxydim, bestaat uit de remming van de synthese van vetzuren, meer specifiek door de inhibitie van het enzym acetyl-coenzym A carboxylase (ACCase), in grassen. Daardoor stopt de groei van die planten. Een week na het spuiten beginnen de bladeren te verbleken en te rotten. Cycloxydim kan toegepast worden in de teelt van bieten, aardappelen, sojabonen, uien, wortelen, bloembollen en sierplanten. Maïs behoort tot de grassenfamilie en is derhalve ook gevoelig voor cycloxydim. Via mutagenese heeft men echter cycloxydim-tolerant maïs ontwikkeld. BASF brengt dit op de markt onder de naam DuoSystem, dit is de combinatie van cycloxydim-tolerant maïs en Focus Ultra herbicide.

## Regelgeving
Cycloxydim kwam in de jaren '90 op de markt. In 2008 plaatste de Europese Commissie de stof op een lijst van werkzame stoffen die niet meer toegelaten werden in de Europese Unie vanaf 31 december 2010, omdat de oorspronkelijke aanvragers hun steun voor de opname van deze stoffen in de lijst van toegelaten gewasbeschermingsmiddelen vrijwillig hadden ingetrokken. Later werd er toch een nieuwe aanvraag ingediend en de Europese Commissie heeft op 20 januari 2011 beslist om de stof sedert 1 juni 2011 opnieuw toe te laten.